# Cava de' Tirreni
Cava de' Tirreni là một đô thị (comune) thuộc tỉnh Salerno trong vùng Campania của Ý. Cava de' Tirreni có diện tích 36,46 km2, dân số là 53.488 người (thời điểm ngày 1 tháng 12 năm 2009).
Cava de 'Tirreni nằm giữa những ngọn đồi gần biển Tyrrhenia, 5 km về phía bắc bờ biển Amalfi và trên thực tế có vai trò như là cửa ngõ phía bắc của nó. Các khu vực dân cư nằm ở độ cao 198 m trên mực nước biển, trong một thung lũng nằm giữa hai nhóm núi: các núi Lattari (trong đó riêng Cava từ bờ biển Amalfi) về phía tây và các dãy núi Picentini về phía đông. Nhiều công dân của Cava cư trú trên những ngọn đồi xung quanh thị trấn.
Cava phía bắc giáp Nocera Superiore, Roccapiemonte và Mercato San Severino; về phía đông giáp Baronissi, Pellezzano và Salerno; về phía nam giáp Vietri sul Mare và Maiori; và phía tây giáp Tramonti. Thị xã là một liên kết giữa các khu vực địa lý của Agro Nocerino Sarnese (bằng phẳng, với một nền kinh tế nông nghiệp và công nghiệp) và bán đảo Sorrento (miền núi, với một nền kinh tế dựa vào du lịch).
Đô thị này có các khu vực dân cư (tiếng Ý: frazioni) sau: Alessia, Annunziata, Arcara, Castagneto, Corpo di Cava, Croce, Dupino, Li Curti, Maddalena, Marini, Passiano, Petrellosa, Pianesi, Pregiato, Rotolo, San Cesareo, San Giuseppe al Pennino, San Giuseppe al Pozzo, San Lorenzo, San Martino, San Nicola, San Pietro a Siepi, Santa Lucia, Santa Maria del Rovo, Sant'Anna, Sant'Arcangelo, Santi Quaranta và Vetranto.